# Округ Дикинсон (Ајова)
Округ Дикинсон (енгл. Dickinson County) је округ у америчкој савезној држави Ајова.

## Демографија
По попису из 2010. године број становника је 16.667, што је 243 (1,5%) становника више него 2000. године.
| Група             | 2000.          | 2010.          |
| Белци             | 16.164 (98,4%) | 16.255 (97,5%) |
| Афроамериканци    | 29 (0,2%)      | 29 (0,2%)      |
| Азијати           | 30 (0,2%)      | 72 (0,4%)      |
| Хиспаноамериканци | 109 (0,7%)     | 178 (1,1%)     |
| Укупно            | 16.424         | 16.667         |